# Венезис, Илиас
Илиас Венезис (греч. Ηλίας Βενέζης), имя при рождении Илиас Меллос (греч. Ηλίας Μέλλος; 4 марта 1904, Айвалык — 3 августа 1973, Афины) — греческий писатель, член Афинской академии. «Характерный представитель поколения 30-х греческой литературы».

## Биография
Венезис родился в городе Кидониес (Айвалык) Малой Азии 4 марта 1904 года, в семье Михаила Меллоса. Фамилия Венезис, под которой впоследствии он писал, принадлежит его деду. Первые годы своей жизни Венезис прожил в Айвалыке, до начала Первой мировой войны, в 1914 году, когда после начавшихся гонений на христианское население Османской империи и, в частности, на греческое, обосновался с матерью и братьями в близлежащем греческом Митилини, остров Лесбос. В Митилини он прожил до 1919 года. После капитуляции турок, по окончании Первой мировой войны, в мае 1919 года греческая армия, по мандату Антанты, взяла регион под свой контроль и Кидониес вошёл в оккупационную зону Смирны. Мандат предписывал Греции контроль региона на 5 лет (до проведения референдума). Семья Венезиса вернулась на Родину.

## Номер 31328
Тем временем, межсоюзнические антагонизмы привели к тому, что Италия, а затем Франция, стали оказывать поддержку туркам. Греческая армия нанесла поражение кемалистам в Сражении при Афьонкарахисаре-Эскишехире, но не разрешив вопрос о судьбе греческого населения Ионии, не решалась оставить Малую Азию и совершила в 1921 году поход на Анкару, которую не смогла взять. Как писал греческий историк Д. Фотиадис «тактически мы победили, стратегически мы проиграли». Фронт застыл на год. В августе 1922 года он был прорван.
29 августа турки вошли в Айвалык. Всё мужское население было отправлено в рабочие батальоны вглубь Анатолии, где было истреблено в ходе маршей смерти Митрополит Григорий Кидонийский сумел получить разрешение на заход судов с соседнего Лесбоса, под американским флагом и под гарантии Американского Красного креста, чтобы вывезти оставшихся 20 тысяч греческого гражданского населения. Сам Григорий отказался покинуть свою митрополию и вместе с другими священниками был казнён 3 октября сожжением заживо. Венезис был в числе немногих из мужского гражданского населения, кто прошёл через марши смерти и выжил. Через 14 месяцев маршей и каторги в «рабочих батальонах» и после Лозаннского договора он был освобождён.
После своего освобождения Венезис в 1923 году вновь оказался в Митилини. Здесь он познакомился со Стратисом Миривилисом, который издавал еженедельную газету «Кампана» (колокол). Миривилис убедил Венезиса написать в газете о «ужасных событиях, которые он пережил в качестве заложника в руках турок». В результате, первый роман Венезиса, Номер 31328, был впервые опубликован, в продолжениях, в газете «Кампана» в 1924 году. Однако широко известным в Греции роман стал только в 1931 году, когда был издан отдельной книгой в расширенном варианте.
В прологе французского издания, рождённый в Константинополе, бельгийский академик Henri Liebrecht пишет что «Венезис пережил книгу, прежде чем написать её» и отмечает, что описывая турецкие зверства, Венезис «представляет палачей и жертв посредством их действий и мыслей, без гнева и предубеждения». Венезис вернулся к страницам своей книги и переиздал, как он пишет, запрещённую цензурой книгу, по окончании Второй мировой войны, летом 1945 года. Писатель и историк Фотиадис, Димитрис, бывший сотрудником Венезиса по журналу «Новогреческая литература», отмечает что Венезис, в прологе второго издания книги, пишет «Я пережил её и вновь пережил её, работая над ней упорно три раза, не тронув её жёсткий характер». Фотиадис считает, что к сожалению это не так. «Венезис сумел делать прекраснее стиль. Но более прекрасный стиль погасил пламя ада. В выигрыше — техника речи, но потеряна жёсткость повествования». Фотиадис заканчивает свою критику пожеланием (в 1983 году), чтобы книга вновь вышла в первом своём издании.
В Митилини Венезис работал служащим в Банке Греции, до 1932 года, когда получил назначение и переселился в Афины. Венезис был гоним за свои левые идеи в годы диктатуры генерала Метаксаса. Венезис был также арестован за подпольную деятельность в годы тройной, германо-итало-болгарской, оккупации Греции. Был заключён в «Блок C» тюрьмы Авероф и приговорён к смертной казни. Исполнение приговора было отменено, после вмешательства кругов интеллигенции. После войны, пережитое в «Блоке С», Венезис передал в одноимённой театральной пьесе.

## Эолийская земля
К концу войны Венезис вновь обратился к своей Родине, Эолиде. Прочитав его роман «Эолийская земля», носящий характер поэтического повествования, греческий поэт Сикелианос, Ангелос писал в январе 1944 года: «Иония не потеряна. Иония живёт. Её вековая цивилизация живёт. Нам принесла её ужасная Драма Истории. Нам принесли её беженцы. Нам принёс её Ты, Илиас Венезис». Лоренс Даррелл в прологе к английскому изданию книги пишет что «мир, который описывает Эолийская земля, является странным образом архаическим. Он ближе миру Гесиода и Гомера, нежели нашему, сегодняшнему, миру». В предисловии к французскому изданию Pierre Amandry писал, что Эолиийская земля — это душераздирающий Исход всего христианства Малой Азии, которое искореняется со своей земли".

## Эксодос
Роман «Эксодос» (Исход) был написан Венезисом после окончания Второй мировой войны. Сам Венезис характеризует его «хроникой оккупации». Действие романа ограничивается первым годом оккупации и в бо́льшей своей части описывает беспрецедентный исход греческого населения Восточной Македонии и Фракии из болгарской зоны оккупации в немецкую, в результате зверств и террора болгарских оккупантов. Пройдя через Центральную и Западную Македонию, Фессалию и Среднюю Грецию, беженцы прибывают в Афины, где встречаются с другим страшным явлением: Голодом, после конфискации всего продовольствия в стране немецкими оккупантами, в результате чего в Афинах в зиму 1941/1942 годов умерли около 200 тысяч человек.
В сербском переводе роман именуется «Бег».

## После войны
После войны Венезис играл активную роль в духовной жизни страны, занимая такие посты как, генерального директора Национального театра, заместителя председателя правления Национальной оперы. В 1957 году Венезис был избран членом Афинской академии. Одновременно его работы имели большой успех в Греции и за рубежом (переводы) и неоднократно переиздавались.
В последние 3 года своей жизни (1971—1973) Венезис был тяжело болен. Умер 3 августа 1973 года в Афинах, от рака гортани. Похоронен в Митимна (Моливос) на острове Лесбос.

## Работы

### Романы
- Номер 31328 — Το Νούμερο 31328 (1931)
- Безмятежность — Γαλήνη (1939)
- Эолийская Земля — Αιολική Γη (1943)
- Исход — Έξοδος (χρονικό της κατοχής, 1950)
- Океан — Ωκεανός (1956)
- Роман Четырёх — Το Μυθιστόρημα των Τεσσάρων, написанный вместе с Миривилисом, Карагацисом, Терзакисом (1958)

### Рассказы
- Манолис Лекас — Μανώλης Λέκας (сборник, 1927)
- Эгейское море — Αιγαίο (сборник, 1941)
- Акиф -Ακήφ (рассказ, 1944)
- Ветра — Άνεμοι (сборник, 1944)
- Час Войны -Ώρα Πολέμου (сборник, 1946)
- Побеждённые — Οι νικημένοι (сборник, 1954)
- Архипелаг — Αρχιπέλαγος (сборник, 1969)

### Путешествия
- Осень в Италии-Φθινόπωρο στην Ιταλία (путешествия, 1950)
- Американская Земля- Αμερικανική Γη (путешествия, 1955)
- Аргонавты — Αργοναύτες (хроника, 1962)
- Эфталу — Εφταλού (рассказы, 1972)
- Странствия — Περιηγήσεις (путешествия, 1973)
- В греческих морях -Στις ελληνικές θάλασσες (рассказы, 1973)
- Малая Азия Здравствуй ! -Μικρασία Χαίρε (рассказы, 1974)

### Работа на радио
- Корабли и Моря -Πλοία και Θάλασσες (тексты & рассказ, 1969)
- Греческие и иностранные путешественники — Έλληνες και Ξένοι Περιηγητές (тексты & рассказ, 1970)

### Театр
- Блок C -Μπλοκ C (пьеса, 1963)

### Другие работы
- Архиепископ Дамаскин — Αρχιεπίσκοπος Δαμασκηνός (1952)
- Хроника Банка Греции — Χρονικόν της Τραπέζης της Ελλάδος (1955)
- Эммануил Цудерос — Εμμανουήλ Τσουδερός (1966)